# Dobratsch
Le Dobratsch (en slovène : Dobrač) est une montagne culminant à 2 166 mètres d'altitude dans les Alpes de Gailtal, près de Villach dans le land de Carinthie en Autriche.

## Géographie
Le Dobratsch est le sommet le plus oriental des Alpes de Gailtal, surplombant la confluence de la Drave et de la Gail. Il se trouve au nord de la ligne périadriatique. Sa roche est constituée essentiellement de calcaire. Une route de montagne mène de Villach à de nombreux points de vue, jusqu'à une altitude de 1 732 mètres. Le sommet est équipé d'un refuge de montagne gardé par le Club alpin autrichien et d'une antenne (Sender Dobratsch) de l'ORF.

## Histoire
Lors d'un séisme en 1348, le versant sud du Dobratsch a été le théâtre d'un grand glissement de terrain. Les traces sont encore partout bien visibles.

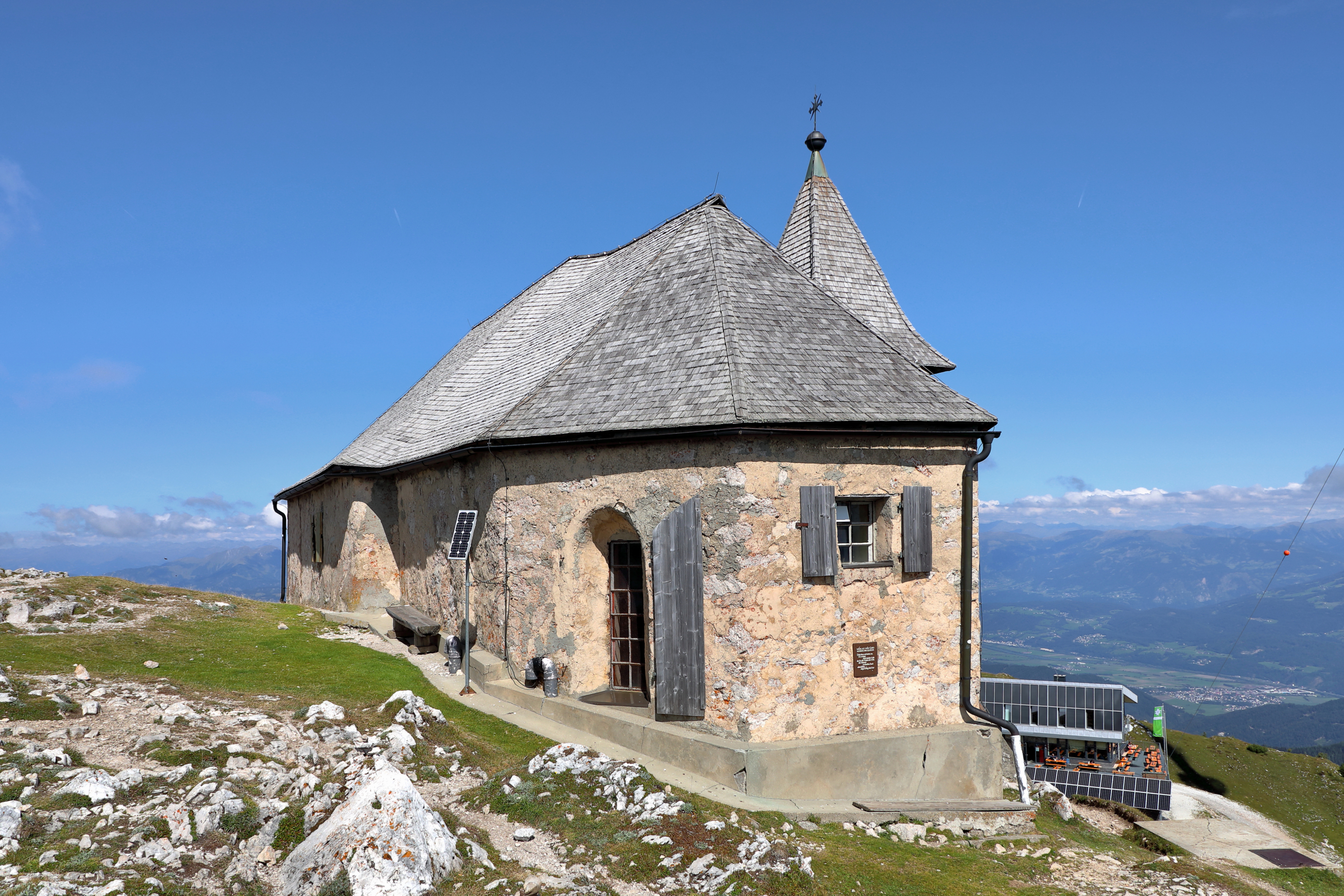
L'église Maria am Stein.

L'église Maria am Stein (ou Deutsche Kirche), à 2 150 mètres d'altitude est, depuis 1692, la plus haute église de montagne d'Europe. Elle a été construite par des mineurs de Bleiberg-Kreuth et des paysans des villages à l'ouest de Villach et a été inaugurée le 15 août 1693. La tradition veut que la Vierge soit apparue en ces lieux à un berger dans le besoin s'asseyant sur une pierre, une crosse à la main. Pour commémorer cet événement miraculeux, une sainte chapelle fut construite sur l'Alpe beym Stain.